# 驩兜
驩兜，四凶之一，又作歡兜或驩頭、鸛兜、鴅兜、鴅吺，是鲧的孙子，中國古代傳說中的三苗族首領。
《竹书纪年》记载，陶唐氏领袖尧，初居冀方（今河北唐县），后迁晋阳（今山西太原），再迁平阳（今山西临汾）。生活在丹水流域（今丹江，陕西南部、河南西部）的三苗族，首领为驩兜，日益强大，经常侵犯中原。尧率领中原部落联盟向其进攻，在丹水岸边与他们大战，终于击败驩兜，迫使三苗求和。尧将驩兜及其部族驱赶到崇山（今河南登封山一带）。
《山海经•海外南經》提到：“颛顼生驩头，驩头生苗民。”傳說因為與共工、鯀一起作亂，而被舜流放至崇山。現今的崇山在湖南張家界市，當地山上驩兜墓、驩兜屋場、驩兜廟等古遺跡。
《山海经•大荒南經》：有人焉，鳥喙，有翼，方捕魚於海。大荒之中，有人名曰驩頭。鯀妻士敬，士敬子曰炎融，生驩頭。驩頭人面鳥喙，有翼，食海中魚，杖翼而行。維宜芑苣，穋楊是食。有驩頭之國。
《山海经•大荒北經》：西北海外，黑水之北，有人有翼，名曰苗民。顓頊生驩頭，驩頭生苗民，苗民百姓，食肉。有山名曰章山。

## 相關
- 四凶